# Lubert Stryer
Lubert Stryer  (Tianjin, China, 2 de marzo de 1938-Stanford, California, 8 de abril de 2024) fue un biólogo y profesor de biología celular estadounidense. Fue docente en la Facultad de medicina de la Universidad de Stanford. 

## Biografía
Su investigación durante más de cuatro décadas se centró en la interacción de la luz y la vida.  
Stryer se licenció en la Universidad de Chicago (1957) y su maestría en medicina de la Escuela de Médicina de Harvard. Fue investigador asociado de Helen Hay Whitney en el Departamento de Física de Harvard y en el MRC Laboratorio de Biología Molecular en Cambridge, antes de unirse a la facultad del Departamento de Bioquímica en la Universidad de Stanford (1963). Posteriormente se trasladó a la Universidad de Yale (1969) para convertirse en profesor de biofísica molecular y bioquímica, regresando a la Universidad de Stanford (1976) para dirigir un nuevo Departamento de Biología Estructural.

## Publicaciones
- Bioquímica. Libro de texto de bioquímica de pregrado estándar, 8ª edición, editado por Jeremy Berg, John L. Tymoczko y Gregory J. Gatto, Jr.

## Honores
- Premio de la Sociedad Estadounidense de Química en Química Biológica (Premio Eli Lilly de Química Biológica, 1970)
- Academia Americana de Artes y Ciencias (1975)
- Academia Nacional de Ciencias (1984)
- Asociación Americana para el Avance de la Ciencia Premio Newcomb Cleveland (1992)
- Doctorado honoris causa en Ciencias, Universidad de Chicago (1992)
- Premio de Bioanalítica Molecular, Sociedad Alemana de Bioquímica y Biología Molecular (2002)
- Sociedad Filosófica Americana (2006)
- Medalla Nacional de Ciencia (2006) por dilucidar las bases bioquímicas de la amplificación de la señal en la visión, ser pionero en el desarrollo de microarrays de alta densidad para el análisis genético.
- Inventor europeo (2006) en la categoría "Pequeñas y medianas empresas"